# Borj-e Moḩammad
Borj-e Moḩammad (persiska: برج محمد, برج محمدان) är en ort i Iran.   Den ligger i provinsen Khorasan, i den östra delen av landet, 800 km öster om huvudstaden Teheran. Borj-e Moḩammad ligger 1 697 meter över havet och antalet invånare är 213.
Terrängen runt Borj-e Moḩammad är kuperad åt nordost, men åt sydväst är den platt. Runt Borj-e Moḩammad är det glesbefolkat, med 12 invånare per kvadratkilometer. Närmaste större samhälle är Khoshk, 16,6 km sydväst om Borj-e Moḩammad. Omgivningarna runt Borj-e Moḩammad är i huvudsak ett öppet busklandskap.